# بابا محمود سهرفیروزانی
بابا محمود سهرفیروزانی، مشهور به بابا محمود، حاکم سهرفیروزان و لنجانات و از مشاوران ارشد سلطان محمد خدابنده الجایتو بود.
بابا محمود سهرفیروزانی، در دستگاه حکومتی ایلخانان مغول به جهت نفوذ میان مردم مورد توجه قرار می‌گیرد؛ تا آنجا که پس از به قدرت رسیدن سلطان محمد خدابنده الجایتو، بابا محمود نیز به‌عنوان حاکم سهرو فیروزان و لنجانات تعیین می‌گردد.
بابا محمود، فردی با نفوذ و از بزرگان مذهب شیعه بود. گسترهٔ معنوی وی بین مردم به‌گونه‌ای بود که با گذشت زمان، نام محمود، به معنای «آبادگر» در بین مردم سهرو فیروزان معروف شد؛ چنان‌که رواج گسترده‌تر این نام را به این دلیل می‌دانند. مصلح الدین مهدوی، براساس منابع تاریخی نام بابا محمود را در کتاب اعلام اصفهان ذکر کرده است.

## لقب بابا به چه معناست
کلمه «بابا» در زبان فارسی اسم است و به معانی: پدر، پیر کامل، رئیس و بزرگ، سرکرده، ریش‌سفید طایفه، قلندر و کسی که در کاری بزرگ باشد و همچنین پدربزرگ یا جدّ به‌کار می‌رود.
باباها، پیرها و عموها از بزرگان عرفان به‌ویژه در قرون هفتم تا دهم هجری بوده‌اند و نقش مهمی در گسترش تفکرات علوی و شیعی داشته‌اند؛ به‌عنوان مثال می‌توان از بابا پیر نام برد که از بنیان‌گذاران مذهب شیعه جعفری در اوایل قرن هفتم در شهرهای اصفهان، بروجرد، لرستان، نهاوند و خوزستان بوده است؛ یا بابا محمود سهرفیروزانی که از شیعیان صاحب منصب دربار اولجایتو بوده و شیخ صفی الدین اردبیلی، نیای سلسله صفوی، از شاگردان و مریدان وی بوده است.
بنا بر قولِ مصلح الدین مهدوی در کتاب‌های مزارات اصفهان، اعلام اصفهان و دانشمندان و بزرگان اصفهان، در این شهر بیش از ۵۴ بابا مدفون هستند.

## نوع نگرش و شخصیت
بابا محمود، پلی بر زاینده‌رود بزرگ آن زمان که دومین پل تاریخی بر زاینده رود است و مَسجدی به همین نام در سهروفیروزان احداث می‌کند.
اسامی باقی‌مانده در بین محلی‌ها و بومیان سهروفیروزان مانند قلعه بابا محمود، باغ بابا محمود، چنار بابا محمود، و خرابه‌ها و اراضی به این نام این چنین استناد می‌کند که از بابا محمود آثار مهم و به نامی به جا مانده است.
بابا محمود، عالم و عارف شیعه است که طبق نقل‌های پیران محلی گفته می‌شود محمد بن بکران که در روستای بالان یا پیربکران امروزی مدفون است از شاگردان وی بوده و به دستور او در بنایی که در بالان وجود داشته و کاربرد مدرسه، محل تجمع علما بوده است؛ متحصن می‌شود تا فوت می‌کند و همان‌جا به دستور بابا محمود دفن می‌شود.

## مقبره بابا محمود
در بخش میانی سهرفیروزان و در دامنه کوه، قبرستان قدیمی قرار دارد که به دلیل وجود مقبره و مسجد بابا محمود سهرفیروزانی به نام قبرستان بابا محمود نام دارد. در قسمت بالایی قبرستان بابا محمود ساختمانی در ابعادی حدوداً ۷ در ۱۰ متر با دیوارهایی قطور (یک متری) به صورت طاق چشمه که دارای دو دهنه کوچک یک متری و یک دهنه دو متری در مرکز است و مجموعه آن با دالانی کوچک که ورودی آن را تشکیل می‌دهد و الگو گرفته از مسجد بابا محمود با تقریب کوچک‌تر است، آرامگاه بابا محمود نامیده می‌شود. ارتفاع بنا در نقطه مرکزی به ۵/۴ متر می‌رسد و در نقطه مرکزی بنا، مقبره او قرار دارد که روی قبر او با سنگ مرمر فرش شده و ضریحی چوبی نصب گردیده است.

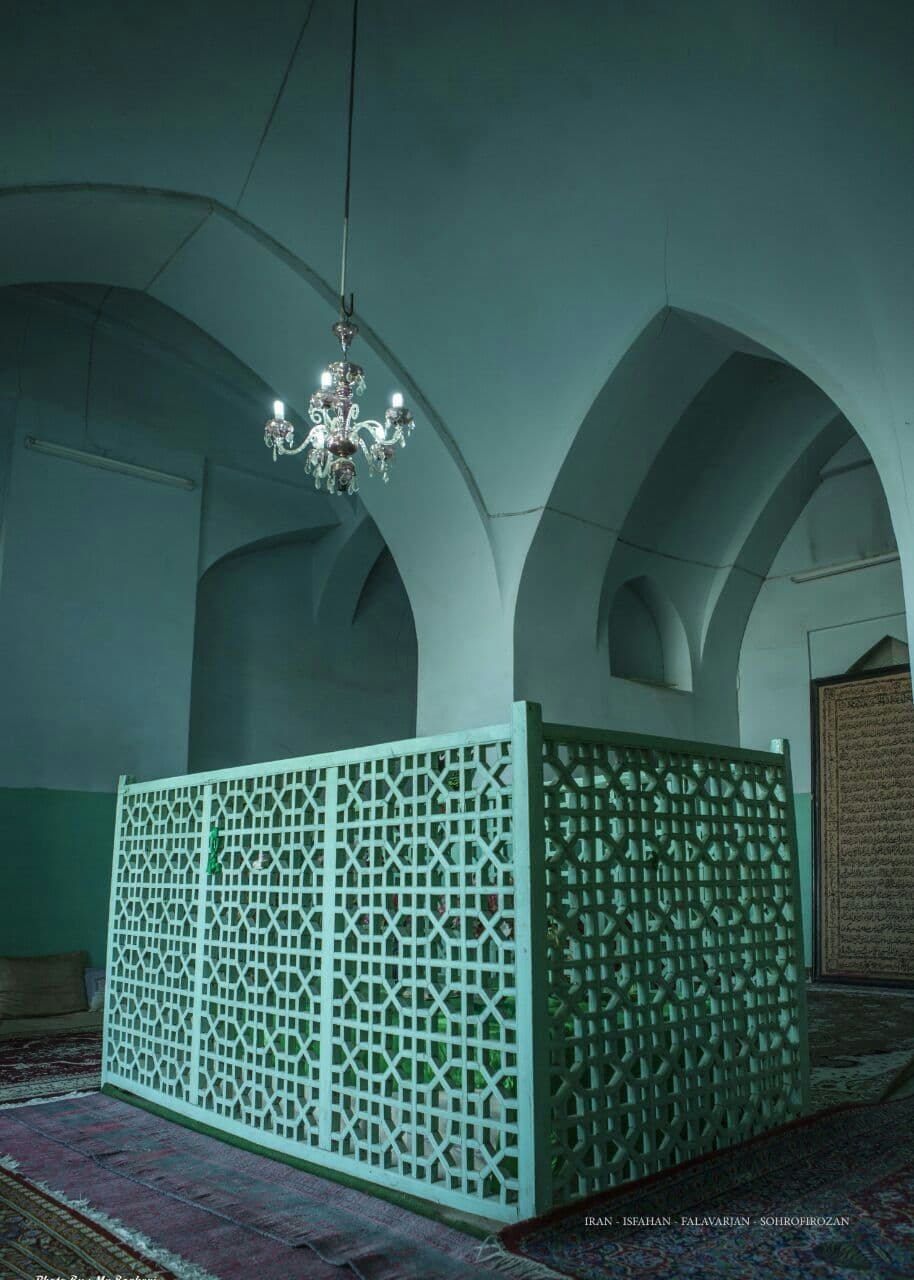
در بالای قبرستان تاریخی بابا محمود سهرفیروزان، مقبره تاریخی او وجود دارد با دیوارهای قطور به صورت طاق چشمه و دارای دو دهنه کوچک و یک دهنه بزرگ در مرکز و الگو گرفته از مسجد بابا محمود با تقریب کوچک‌تر است و ارتفاع بنا در نقطه مرکزی به ۵/۴ متر می‌رسد

## مسجد بابا محمود
در بخش میانی سهرفیروزان و در دامنه کوه در بالای قبرستان قدیمی بابامحمود، مسجدی کهن با دیوارهای قطور و با پایه‌های سنگی و سقف ضربی و ساختمانی نسبتاً ساده و کوچک متأثر از معماری دوره ایلخانان مغول که بعدها ایوانی نیز در آن تعبیه گردیده و معروف به مسجد بابا محمود است قرار دارد که قدمت بنا به اوایل قرن هفتم ه‍.ق می‌رسد.
این مسجد دارای گچبری و کاشی کاری زیبایی خصوصاً در اطراف محراب است و مقرنس به کار رفته در این بنا از سادگی در خوری برخوردار است، مسجد دارای ۵ حجره یا اتاقک است که همگی حول محور شبستان قرار گرفته‌اند. ساختمان به صورت سه دهنه ای است که درب اصلی در قسمت میانی و در جانبین آن دو در فرعی دیگر قرار دارد، ظاهراً مسجد بیشتر مورد استفاده مردان قرار می‌گرفته و جنبه خاص تری داشته که با توجه به قدمت و نوع معماری این بنا می‌توان دریافت حاکمان و امرا و مقامات لشکری در این مسجد با مردم دیدار داشته‌اند.

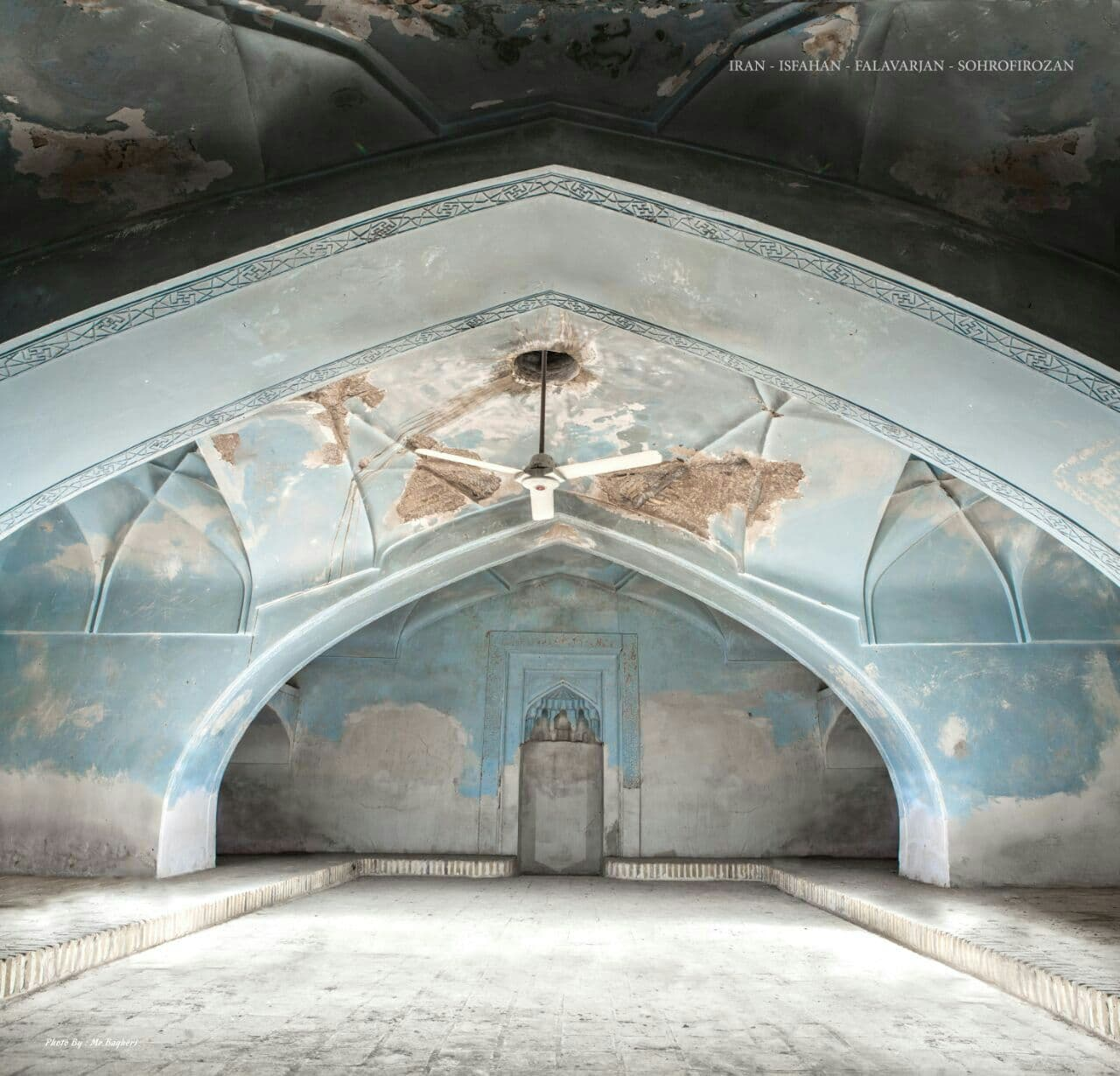
در بالای قبرستان تاریخی بابامحمود سهرفیروزان، مسجد بابا محمود با قدمتی بالغ بر ۷۵۰ سال قرار دارد که با دیوارهای قطور و با پایه‌های سنگی و سقف ضربی و ساختمانی نسبتاً ساده و کوچک متأثر از معماری دوره ایلخانان و مقرنس به کار رفته در این بنا از سادگی در خوری برخوردار است البته به لحاظ نوع معماری این بنا می‌توان دریافت حاکمان و امرا و مقامات لشکری در این مسجد با مردم دیدار داشته‌اند.

## پل بابا محمود سهرفیروزان
پل بابا محمود سهرفیروزان مربوط به قرن هفتم ه‍. ق، دوران ایلخانان به عهد سلطان الجایتو و دومین پل تاریخی بر زاینده رود است و در سهرفیروزان شهرستان فلاورجان واقع شده و این اثر در تاریخ ۲۵ اسفند ۱۳۴۵ با شمارهٔ ثبت ۶۳۴ به‌عنوان یکی از آثار ملی ایران در سهرفیروزان به ثبت رسیده است.
پل تاریخی بابامحمود سهرفیروزان، ساخته شده توسط حاکم لنجانات و از مشاوران الجایتو یعنی بابامحمود سهرفیروزانی در سال ۷۰۴ هجری قمری است که این بنای این پل را به بالغ بر ۷۵۰ سال می‌رساند البته پل بابا محمود سهرفیروزان، در گذشته راه ارتباطی بین شهر تاریخی سهرفیروزان به مسیر خوزستان و فارس بوده است که این موضوع اهمیت این بنای تاریخی را افزون می‌کند.

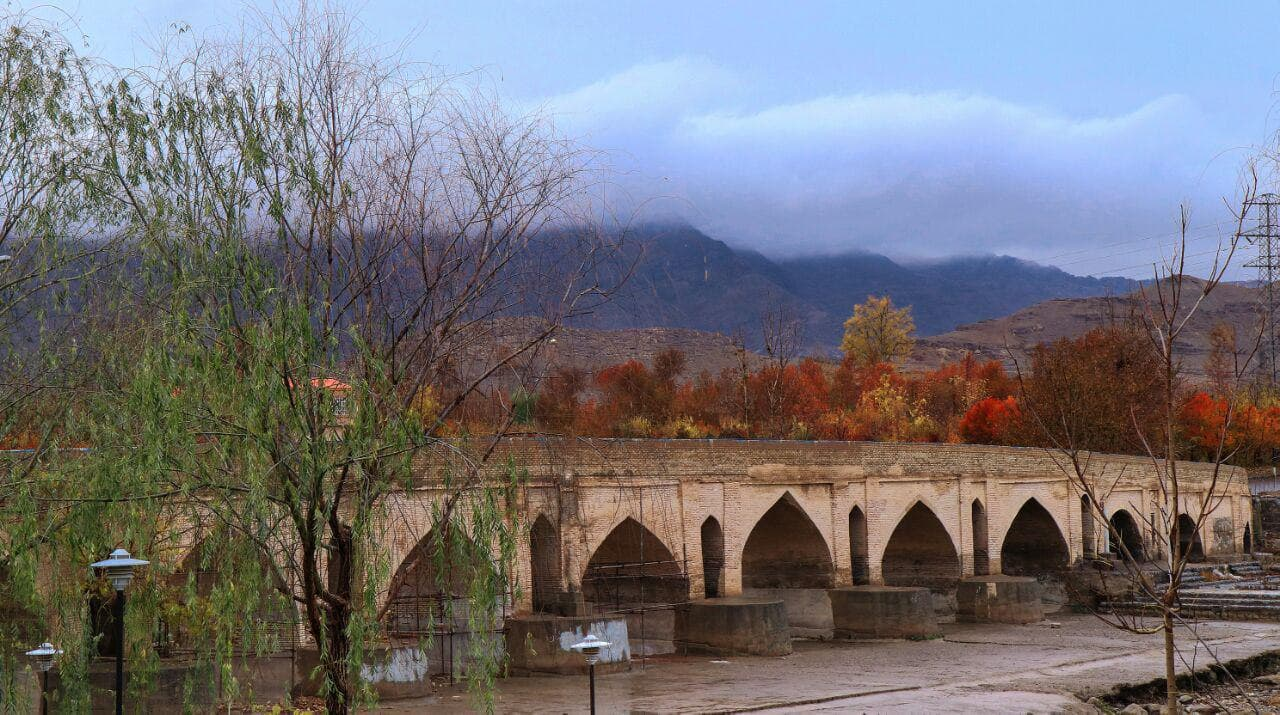
پل تاریخی بابا محمود سهرفیروزان، دومین پل تاریخی بر زاینده رود در استان اصفهان می‌باشد که در دوران ایلخانان به قرن هفتم هجری توسط بابا محمود سهرفیروزانی مشاور اولجایتو و حاکم سهرفیروزان و لنجانات ساخته شده است

## آثار تاریخی به جا مانده از بابا محمود
بابا محمود سهرفیروزانی همانگونه که اشاره شد علاقه‌مند به توسعه و آبادانی عمرانی سهرفیروزان بوده است که آثار قابل توجهی نیز از او به یادگار مانده. اگر چه برخی از این آثار متأسفانه به دلیل ناملایمات روزگار و جهل افراد غیر بومی اکنون وجود ندارد که می‌توان به موارد زیر اشاره کرد:
- پل بابا محمود سهرفیروزان
- مسجد بابا محمود سهرفیروزان
- چنار بابا محمود سهرفیروزان
- باغ بابا محمود سهرفیروزان
- قلعه بابا محمود سهرفیروزان